# Loi sur les consultations populaires non référendaires
Lire en ligne

(ca) LLEI 10/2014, del 26 de setembre, de consultes populars no referendàries i d'altres formes de participació ciutadana

La loi sur les consultations populaires non référendaires et d'autres formes de participation civique (en catalan Llei de consultes populars no referendàries i d'altres formes de participació ciutadana) est une loi adoptée par le Parlement de Catalogne, promulguée le 26 septembre 2014. Elle permet à la Généralité de Catalogne de consulter les citoyens par la convocation d'un vote sans valeur contraignante, et réglemente d'autres mécanismes de démocratie participative.
La loi est adoptée par le Parlement le 19 septembre 2014, à une large majorité de 106 voix « pour », 28 voix « contre », avec le soutien de Convergence et Union (CiU), Esquerra Republicana de Catalunya (ERC), le Parti des socialistes de Catalogne (PSC), Iniciativa per Catalunya Verds - Esquerra Unida i Alternativa (ICV-EUiA) et la Candidature d'unité populaire (CUP). Elle vise à donner un cadre légal à la consultation d'autodétermination prévue par la majorité indépendantiste en novembre 2014. Elle est contestée par le gouvernement espagnol et partiellement annulée par le Tribunal constitutionnel en février 2015.

## Contexte

### Contexte juridique
Les consultations populaires sont régies par l'article 122 du statut d'autonomie de 2006, qui donne compétence exclusive à la Généralité pour « établir le régime juridique, les modalités, la procédure, la réalisation et la convocation, par la Generalitat elle-même ou par les entités locales, dans le domaine de leurs compétences, d’enquêtes, d'audiences publiques, de forums de participation et de tout autre instrument de consultation populaire, exception faite de ce qui est prévu à l'article 149.1.32 de la Constitution. ». Dans sa décision sur le statut d'autonomie du 27 juin 2010 (ca), le Tribunal constitutionnel a déclaré l'article 122 conforme à la Constitution dans son interprétation la plus restrictive, qui prive la Généralité de toute compétence en matière de référendum, réservé exclusivement à l'État central.
Sur le fondement de l'article 122 du Statut, le Parlement de Catalogne a adopté en mars 2010 le projet de loi sur les consultations populaires par voie de référendum (ca) du deuxième gouvernement tripartite de José Montilla. La loi permet l'organisation par la Généralité de consultations populaires ayant le caractère de référendum consultatif, avec l'autorisation préalable du gouvernement central. En décembre 2010, le gouvernement espagnol de José Luis Rodríguez Zapatero a exercé un recours contre cette loi devant le Tribunal constitutionnel : après la décision du Tribunal sur le statut d'autonomie, il considérait que la loi violait les compétences exclusives de l'État en matière de référendum. Le Tribunal constitutionnel a suspendu la loi en février 2011, puis levé cette suspension en juin 2011, sans se prononcer sur le fond du litige.
Le gouvernement d'Artur Mas, investi en décembre 2010, a souhaité réformer la loi sur les consultations populaires de 2010 pour permettre l'organisation de consultations non référendaires sans l'accord de l'État central. Le projet de loi est examiné par le Parlement en 2012, mais la procédure est interrompue par la dissolution du Parlement en octobre de la même année. Les consultations populaires non référendaires se distinguent des référendums consultatifs par des règles différentes de la procédure référendaire : ainsi, le corps électoral ne s'appuie pas sur les listes électorales officielles, mais sur un registre tenu par la Généralité, et l'âge requis pour participer est abaissé de dix-huit à seize ans.

### Situation politique
La question de l'avenir institutionnel de la Catalogne occupe le centre du débat politique depuis la décision du Tribunal constitutionnel du 27 juin 2010 (ca) qui a annulé une partie du statut d'autonomie de 2006, et l'indépendantisme rencontre un succès grandissant. En 2010 et 2012, les manifestations réclamant l'indépendance ont rassemblé 1,5 million de personnes. Après s'être heurté au refus du gouvernement espagnol d'accorder une plus grande autonomie financière à la Généralité de Catalogne, le président Artur Mas a dissous le Parlement en octobre 2012 et s'est engagé en faveur de la création d'un État indépendant.
Les élections anticipées du 25 novembre 2012 ont donné une majorité relative à Convergence et Union (CiU), la fédération de partis dirigée par le président sortant. Celui-ci a conclu une alliance avec le parti indépendantiste de gauche Esquerra Republicana de Catalunya (ERC). Leur programme de gouvernement commun, dénommé Pacte pour la liberté, prévoit de mener un processus souverainiste qui doit aboutir à un vote d'autodétermination en 2014. Il commence par l'adoption par le Parlement de Catalogne de la déclaration de souveraineté lors de sa première réunion ordinaire le 23 janvier 2013.
L'exercice du droit à l'autodétermination peut prendre la forme d'un référendum contraignant avec l'accord du gouvernement central, ou d'une simple consultation des électeurs régie par la loi catalane. Le principe de l'autodétermination est rejeté par le gouvernement de Mariano Rajoy ; le gouvernement catalan prévoit donc d'adopter une loi sur les consultations populaires pour donner un cadre légal à son projet de consultation.

## Adoption de la loi

### Proposition de loi
L'adoption d'une loi sur les consultations populaires non référendaires est annoncée en février 2013 par les deux partis de la majorité parlementaire, Convergence et Union (CiU) et Esquerra Republicana de Catalunya (ERC), pour permettre d'organiser légalement un vote d'autodétermination sans l'accord du gouvernement espagnol. Ils proposent de confier l'élaboration de la proposition de loi à une commission de rédaction conjointe et de reprendre le projet commencé au cours de la législature précédente. Ils sont soutenus par le Parti des socialistes de Catalogne (PSC) et la Candidature d'unité populaire (CUP). Iniciativa per Catalunya Verds - Esquerra Unida i Alternativa (ICV-EUiA) refuse de se joindre à l'initiative pour protester contre le refus de la majorité de créer une commission parlementaire sur le droit à l'autodétermination, mais accepte de contribuer à l'élaboration du texte. Les partis d'opposition unionistes, le Parti populaire catalan (PPC) et Ciutadans (C's), sont hostiles au projet.
La commission de rédaction conjointe est créée le 5 mars. Elle s'attache à garantir la sécurité juridique du processus souverainiste. Le PSC participe à ses travaux, mais conteste que la loi puisse être utilisée pour la consultation d'autodétermination : il soutient l'initiative dans la mesure où la loi permettra d'organiser des consultations populaires sur d'autres sujets. La proposition de loi est déposée le 19 mars, signée par les cinq groupes participants : CiU, ERC, le PSC, ICV-EUiA et la CUP. Elle est enregistrée par le bureau du Parlement une semaine plus tard.
La proposition de loi est débattue par le Parlement en séance plénière le 22 mai 2013. Les amendements de rejet proposés par le PPC et Ciutadans sont repoussés par 104 voix sur 135.

### Examen en commission
L'examen de la proposition par la commission des affaires institutionnelles commence en juillet 2013. Le Parlement engage la procédure d'urgence dans le but d'adopter définitivement le texte avant la fin de l'année. Ciutadans se retire de la discussion au cours de la procédure, en accusant les partis de la majorité de faire de la proposition « un alibi politique pour contourner la Constitution ».
En décembre 2013, le président Artur Mas annonce que la consultation d'autodétermination aura lieu le 9 novembre 2014, avec le soutien des autres partis favorables à l'autodétermination. L'adoption de la loi sur les consultations populaires non référendaires est reportée à septembre 2014, afin que le gouvernement soit en mesure de convoquer la consultation immédiatement après la promulgation de la loi, en évitant qu'elle ne soit suspendue par le Tribunal constitutionnel.
Les travaux parlementaires sont interrompus tandis que le gouvernement explore la possibilité d'organiser un référendum contraignant avec l'autorisation du gouvernement central. Le Parlement de Catalogne adopte le 16 janvier 2014 une résolution demandant au Congrès des députés espagnol de transférer à la Généralité la compétence de convoquer un référendum. Le gouvernement espagnol s'oppose à cette demande, qui est rejetée par le Congrès des députés le 8 avril 2014 à une large majorité.
La proposition de loi est relancée après ce refus, pour que la consultation d'autodétermination ait lieu à la date prévue selon la loi catalane et sans l'accord du gouvernement central. Le texte est examiné par les rapporteurs entre avril et juillet 2014,. La commission des affaires institutionnelles adopte la proposition de loi le 16 juillet ; CiU, ERC, le PSC, ICV-EUiA et la CUP votent « pour », le PPC et Ciutadans votent « contre ». La proposition est ensuite transmise pour avis juridique au Consell de Garanties Estatutàries (ca), qui conclut à la conformité de l'intégralité du texte à la Constitution et au Statut.

### Adoption et promulgation

Vote de la loi sur les consultations populaires non référendaires, 19 septembre 2014.
Pour : 106
Contre : 28
Abstention : 0

Le Parlement de Catalogne convoque une session plénière extraordinaire, tandis que le gouvernement espagnol prépare un conseil des ministres extraordinaire pour saisir le Tribunal constitutionnel dès la promulgation de la loi et empêcher qu'elle soit exécutée.
La loi sur les consultations populaires non référendaires est adoptée le 19 septembre 2014 par le Parlement de Catalogne à une large majorité de 106 voix « pour » et 28 voix « contre ». CiU, ERC, le PSC, ICV-EUiA et la CUP et le député non inscrit Joan Ignasi Elena votent « pour », le PPC et Ciutadans votent « contre ».
La loi est promulguée le 26 septembre et publiée le lendemain. Le président Artur Mas signe immédiatement le décret de convocation (ca) de la consultation d'autodétermination du 9 novembre. Le gouvernement espagnol annonce le même jour la réunion d'un conseil des ministres extraordinaire pour contester la loi et le décret devant le Tribunal constitutionnel.

## Contenu

### Règles générales
La loi définit la consultation populaire non référendaire comme « la convocation, par les autorités compétentes et conformément à la loi, des personnes intéressées pour qu'elles expriment leur opinion sur une action, décision ou politique publique par le vote ».
Les consultations peuvent être organisées à l'échelle nationale ou locale. L'initiative d'une consultation nationale appartient au président de la Généralité, au gouvernement, au Parlement et aux communes. L'initiative d'une consultation locale appartient aux communes, aux conseils des comarques, aux députations provinciales et aux maires. La loi prévoit également un mécanisme d'initiative populaire.
Le corps électoral est composé des citoyens catalans âgés d'au moins seize ans, y compris ceux qui résident à l'étranger s'ils s'inscrivent au registre de participation, des ressortissants de l'Union européenne résidant en Catalogne depuis au moins un an, et des ressortissants de pays tiers résidant en Catalogne depuis au moins trois ans. Le registre de participation est établi à partir du recensement de la population.
Les consultations ont une valeur consultative et non contraignante.

### Procédure de consultation
La loi prévoit que les consultations sont convoquées par décret du président de la Généralité, ou par décret des autorités locales dans le cas d'une consultation locale, entre 30 et 60 jours avant la date du vote.
La consultation prend la forme d'une ou plusieurs questions ou propositions, formulées de manière « neutre, claire et inéquivoque », auxquelles les citoyens peuvent répondre par « oui » ou « non ». Le champ des consultations n'est pas déterminé a priori. Les questions affectant les droits et les libertés fondamentales et les questions fiscales et budgétaires sont exclues.
La loi établit des règles de procédure sur la composition et l'organisation des bureaux de vote, la réglementation de la campagne et les modalités du vote. Une commission de contrôle indépendante, assistée par des commissions de suivi locales, est chargée d'assurer le respect de la loi.

### Autres formes de participation civique
La loi réglemente par ailleurs les autres mécanismes de démocratie participative, notamment les sondages, les enquêtes publiques et les forums participatifs.

## Application

### Suspension par le Tribunal constitutionnel
Le gouvernement espagnol, déterminé à empêcher la tenue de la consultation d'autodétermination, prépare deux recours devant le Tribunal constitutionnel contre la loi sur les consultations populaires non référendaires et le décret de convocation de la consultation du 9 novembre (ca) dès avant leur adoption. Le 27 septembre 2014, jour de la publication de la loi et de la signature du décret, le président du gouvernement Mariano Rajoy annonce la réunion d'un conseil des ministres extraordinaire pour saisir le Tribunal constitutionnel.
Les deux projets de recours sont approuvés par le Conseil d'État le lendemain et présentés le surlendemain. Selon le gouvernement espagnol, la loi et le décret attaqués « portent gravement atteinte aux droits des Espagnols » et la consultation d'autodétermination est « profondément antidémocratique », car la souveraineté nationale appartient au peuple espagnol et la nation espagnole est indivisible.
Le Tribunal constitutionnel se réunit le même jour en urgence, déclare les deux recours recevables et suspend les deux normes à l'unanimité. Le gouvernement catalan sollicite auprès du Tribunal constitutionnel la levée de la suspension en raison du « caractère irréversible et irréparable » du préjudice causé à l'intérêt général et au fonctionnement démocratique des institutions.

### Processus participatif du 9 novembre
Le 13 octobre 2014, le président Artur Mas déclare qu'il renonce à organiser la consultation populaire suspendue par le Tribunal constitutionnel, « faute de garanties légales suffisantes » pour que le vote se déroule dans les conditions prévues. La consultation est remplacée par une votation symbolique sur la question de l'indépendance, organisée à la date prévue avec le concours de la société civile. Ce « processus participatif » ne repose pas sur les dispositions suspendues de la loi sur les consultations populaires, et n'est pas formellement convoqué par décret du président de la Généralité. Il s'appuie sur d'autres fondements légaux à la participation des citoyens, notamment le titre III de la même loi, relatif aux autres formes de participation civique, qui n'est pas concerné par la suspension du Tribunal constitutionnel.
Le gouvernement espagnol conteste également cette initiative devant le Tribunal constitutionnel pour empêcher la tenue du vote. Le Tribunal, statuant à l'unanimité, ordonne la suspension du processus cinq jours avant la date du vote. Le gouvernement catalan décide néanmoins de poursuivre la consultation populaire. Deux millions d'électeurs participent au vote, dont 80 % s'expriment en faveur de l'indépendance.

### Annulation partielle par le Tribunal constitutionnel
La loi sur les consultations populaires non référendaires est partiellement annulée par le Tribunal constitutionnel le 25 février 2015, à l'unanimité. Le Tribunal censure la capacité de la Généralité d'organiser des consultations populaires, considérant qu'elles s'apparentent à des référendums, qui sont de la seule compétence de l'État central. Seules sont reconnues comme légales les consultations sectorielles, adressées uniquement à une partie de la population. En particulier, le Tribunal juge contraires à la Constitution les questions relatives aux institutions politiques et à l'organisation administrative. Le décret de convocation de la consultation du 9 novembre (ca) est également annulé.